# HMS Zinnia
Pour les articles homonymes, voir Zinnia (homonymie).
Le HMS Zinnia était un dragueur de mines de la Royal Navy de classe Azalea (en) construit en 1915 sur le chantier naval Swan Hunter & Wigham Richardson, à Wallsend au Royaume-Uni.

Il a été vendu à la Belgique le 19 avril 1920 pour rejoindre le nouveau Corps de Torpilleurs et Marins de l'armée belge.

## Histoire
Après la Première Guerre mondiale, pour respecter sa neutralité, la Belgique achète le Zinnia totalement désarmé et sans aucun système de dragage. 

De 1920 à 1926, il est armé comme navire garde-pêche par le Corps de Torpilleurs et Marins (C.T.M.) dépendant de l'Administration de la Marine.

À la dissolution du C.T.M. en 1926 il devient un navire-école auprès de l'École de navigation d'Ostende formant les officiers du cabotage.
En mai 1940, il est saisi par l'armée allemande   au port de Bruges et remorqué au chantier naval d'Hoboken. 

Il subit des transformations et un réarmement (1 tourelle de 105 mm, 2 affûts jumelés AA de 20 mm, 4 canons simples AA de 20 mm) pour devenir le Barbara de la Kriegsmarine. Basé au port de  Swinemünde il navigue en mer Baltique  pour une école d'artillerie de marine.
Récupéré en octobre 1945 par les Britanniques à la fin du conflit, il est rétrocédé à la Belgique et ramené au port d'Ostende par un équipage de la RNSB (Royal Navy Section Belge). Il est réaffecté à la Marine belge et la pièce de 105 mm est débarquée.

En 1946, à la création de la Force Navale, il est rebaptisé Breydel et reprend son activité de garde-pêche en 1947. Trop vétuste  pour assurer les nouvelles tâches de la Marine belge il est retiré du service en 1949 et détruit en 1950.

## Navires ayant porté le nom de Zinnia
- HMS Zinnia (K98) (1940-41) corvette  de la Royal Navy de classe Flower
- Zinnia (A961) (1966-1993) bâtiment auxiliaire de la Force Navale Belge

## Note et référence
1. ↑  flakschuschiffe-barbara